# Біжівська сільська рада
Бі́жівська сільська́ ра́да — колишній орган місцевого самоврядування в Буринському районі Сумської області. Адміністративний центр — село Біжівка.

## Загальні відомості
- Населення ради: 743 особи (станом на 2001 рік)

## Населені пункти
Сільській раді були підпорядковані населені пункти:
- с. Біжівка
- с. Болотівка
- с. Голуби

## Склад ради
Рада складалася з 12 депутатів та голови.
- Голова ради: Лещенко Іван Петрович
- Секретар ради: Линник Віталій Миколайович

### Керівний склад попередніх скликань
| Прізвище, ім'я, по батькові  | Основні відомості                                                         | Дата обрання | Дата звільнення |
| ---------------------------- | ------------------------------------------------------------------------- | ------------ | --------------- |
| Панченко Лідія Володимирівна | Сільський голова, 1971 року народження                                    | 26.03.2006   | 31.10.2010      |
| Лещенко Іван Петрович        | Сільський голова, 1953 року народження, освіта вища, член Партії регіонів | 31.10.2010   |                 |

Примітка: таблиця складена за даними сайту Верховної Ради України